# 浅野商事 (千代田区)
株式会社浅野商事（あさのしょうじ） は東京都千代田区にある商社。

## 概要
1946年10月に台東区入谷で創業、当初は住宅用樋等のパイプ製品を取り扱っていた。1949年1月に上野駅前に移転して太平洋戦争後の建築復興事業の増加に伴う管工・ボイラー・ポンプ等の製品の卸売りを手がけていった。昭和40年代以降住宅・ビル用資材の供給に応じるために関東近郊に営業所を設置し、空調機器・台所製品・トイレ用機器などの製品卸売り分野にも拡充している。

## 沿革
- 1946年10月 合資会社浅野商店創業
- 1952年11月 株式会社に改編し浅野商事に社名変更

## 営業所
- 東京営業所 本社に併設
- 調布営業所 〒182-0033 東京都調布市富士見町1-20-6
- 千葉営業所 〒290-0059 千葉県市原市白金町1-50-1
- 松戸営業所 〒271-0092 千葉県松戸市松戸2269-2
- 大宮営業所 〒330-0038 埼玉県さいたま市北区宮原町2-53-2
- 北関東営業所 〒329-0611 栃木県河内郡上三川町上三川4415-1
- 藤代営業所 〒300-1532 茨城県取手市谷中120-1-3
- 大和営業所 〒242-0001 神奈川県大和市下鶴間3808-4
- 商品センター 〒130-0015 東京都墨田区横網2-8-5